# Nachal Razi'el
Nachal Razi'el (hebrejsky: נחל רזיאל) je vádí v Judských horách v Izraeli.
Začíná v nadmořské výšce přes 600 metrů západně od vesnice Ramat Razi'el, kde se nachází pramen Ejn Razi'el (עין רזיאל). Směřuje pak k západu prudce se zahlubujícím údolím se zalesněnými svahy, přičemž ze severu míjí vesnici Ksalon. Jižně od ní se zvedají vrchy Har Šefi a Har Šimšon. Podél údolí potom vede lokální silnice číslo 395. Tok pak zleva ústí do vádí Nachal Ksalon. Vádí je turisticky využívané.